# Johann Eberhard von Cronberg

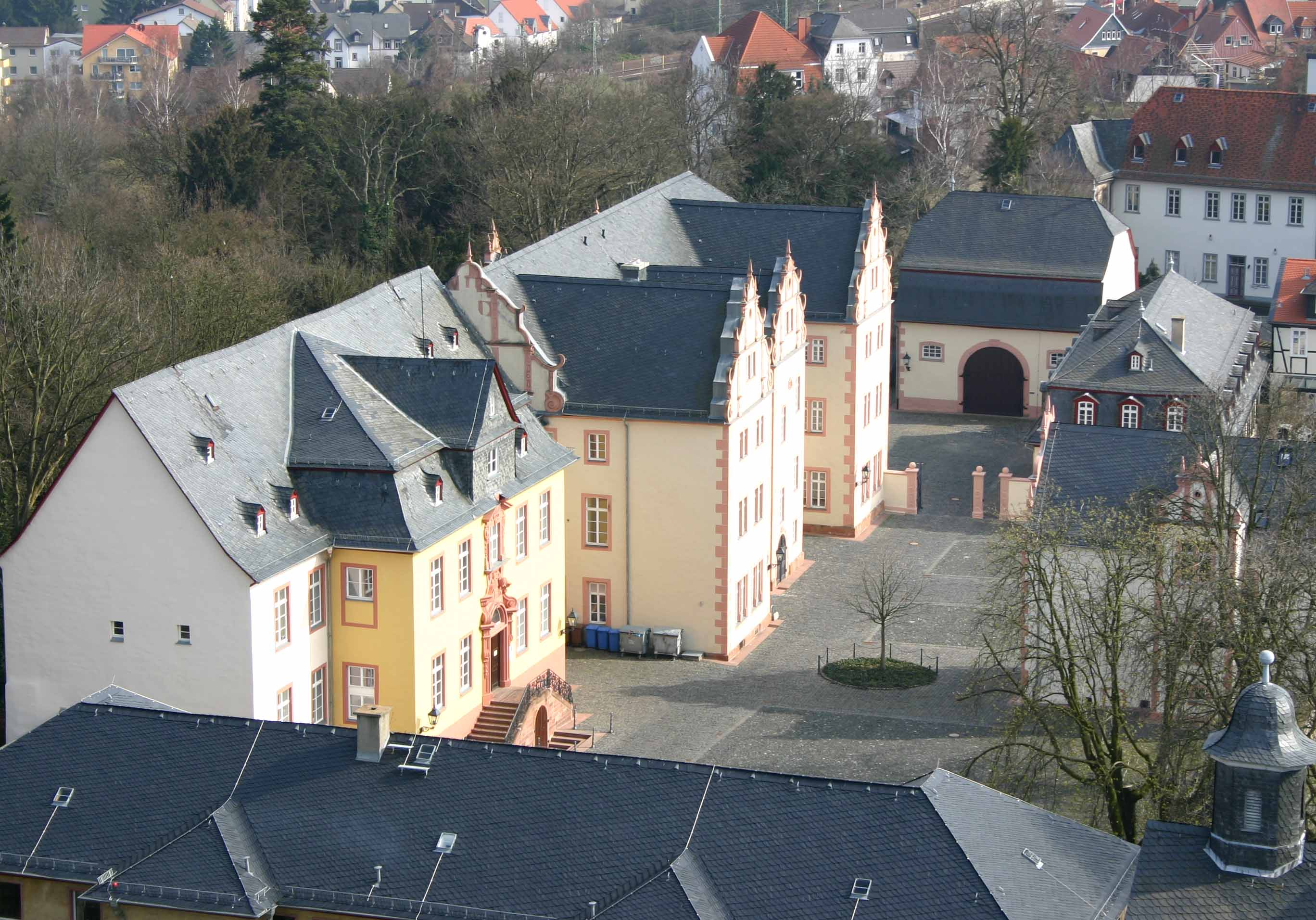
Der von Johann Eberhard von Cronberg errichtete Kronberger Hof in der Burg Friedberg, heute "Schloss" genannt

Johann Eberhard von Cronberg (* 1547; † 8. Oktober 1617) war Burggraf von Friedberg.
Johann Eberhard war der Sohn von Georg I. von Cronberg († vor 1547) aus dem „Flügelstamm“ des Hauses Cronberg und der Margret von Fleckenstein. Mit ihm starb der mehrheitlich katholische Flügelstamm des Cronberger Adelsgeschlechts aus.
Johann Eberhard von Cronberg war Amtmann des Freigerichts Alzenau, eines Kondominats zwischen dem Kurfürstentum Mainz und der Grafschaft Hanau-Münzenberg. Von 1577 bis zu seinem Tod war er über 40 Jahre lang Burggraf der Burggrafschaft Friedberg.
In seiner Amtszeit entstand auf der Burg Friedberg in den Jahren 1604–1610 im Stil der Hochrenaissance der Kronberger Hof, die Residenz der Cronberger Burgmannen. Das Gebäude diente ab 1698 als Sitz der Friedberger Burggrafen, wurde fortan Burggrafiat genannt und ab dem 19. Jahrhundert, als Nebenresidenz der Großherzöge von Hessen-Darmstadt, Schloss. Seine Amtszeit wurde wohl außerdem von schlechten Beziehungen zur benachbarten Reichsstadt Friedberg geprägt, da er nie gesellschaftlich mit dem Stadtoberhaupt verkehrte.
Verheiratet war Johann Eberhard von Cronberg seit 1595 mit Anna Riedesel zu Eisenbach († 1609). Das Ehewappen Cronberg-Riedesel wurde am freistehenden Tor des Burggrafiats angebracht.